# Slaget om Gula havet
Slaget om Gula havet (japanska: 黄海海戦 Kōkai kaisen; ryska: Бой в Жёлтом море) var ett sjöslag under rysk-japanska kriget. Slaget utkämpades mellan japanska och ryska sjöstyrkor den 10 augusti 1904, vid spetsen av Shandonghalvön i Gula havet, som ett resultat av den ryska stillahavsflottans försök att bryta sig ut från den blockerade marinbasen Port Arthur. Efter en utdragen artilleriduell drog sig de ryska fartygen dock tillbaka.   

### Webbkällor
- Britannica.com - Battle of the Yellow Sea 1904 (på engelska)